# Ceratina duckei
Ceratina duckei (лат.) — вид пчёл рода Ceratina из семейства Apidae (Xylocopinae).

## Распространение
Южная Америка: Бразилия (Макапа, Маражо, Мазаган).

## Описание и этимология
Мелкие пчёлы, длина тела самок 7,5−8,5 мм (самцы около 8 мм). Тело слабопушенное, буровато-чёрное, металлически блестящее с грубой скульптурой. Сходен с видом Ceratina bicolorata, но светло-зелёного цвета, у самки на лице 3 жёлтых пятна. Вид был впервые описан в 1910 году немецким энтомологом Генрихом Фризе (Heinrich Friese; 1860—1948). Назван в честь бразильского ботаника и энтомолога итальянского происхождения Адольфо Дукке (Dr.Adolf Ducke; 1876—1959), собравшего типовую серию.
Биология не исследована. Основные находки вида приходятся на февраль, март, май, июль и октябрь.
Вид включён в состав неотропического подрода C. (Crewella) Cockerell, 1903.